# Singular: Act II
Singular: Act II é o quarto álbum de estúdio da cantora estadunidense Sabrina Carpenter, lançado em 19 de julho de 2019 pela Hollywood Records. O álbum age como uma sequência de seu terceiro álbum de estúdio, Singular: Act I (2018), e foi seu último lançamento oficial com a Hollywood. Gravado e escrito entre 2017 e 2019, Carpenter originalmente planejava lançar um álbum completo intitulado Singular, porém decidiu dividi-lo em duas partes devido a diferenças no conteúdo lírico. É um álbum primariamente pop, com elementos de R&B e dance-pop, contendo tópicos pessoais como ansiedade e autorreflexão.
Três singles foram lançados do álbum: "Pushing 20", "Exhale" e "In My Bed", bem como o single promocional "I'm Fakin". O álbum conta ainda com uma colaboração da rapper estadunidense Saweetie. O álbum recebeu avalições geralmente positivas dos críticos musicais e estreou na 138ª posição da Billboard 200.

## Antecedentes e lançamento
Depois que escrevi o Singular, que era um álbum inicialmente, ele se tornou dois álbuns ao longo do tempo. Descrevo o Act II como o Act I de cabeça para baixo, onde o Act I faz você se sentir confortável consigo mesmo e o Act II faz com que você se sinta um pouco desconfortável consigo mesmo, da maneira que precisamos para crescer. É isso e também é um lado mais vulnerável da confiança. Também há confiança em ser vulnerável e também existe força nesse lado mais fraco seu, você deve apenas deixar suas emoções se soltarem.

Carpenter sobre a diferença do Singular: Act II para o Act I 
Em 2 de junho de 2018, Carpenter anunciou oficialmente seu terceiro álbum de estúdio, Singular, e que estava programado para um lançamento no inverno de 2018. Em 22 de outubro de 2018, Carpenter anunciou que o Singular seria lançado em dois atos, com o Act I sendo lançado em 9 de novembro de 2018 e o Act II "em breve". Após o lançamento do Act I, Carpenter revelou que o Act II seria lançado no início de 2019. Em 30 de dezembro de 2018, Carpenter fez uma recapitulação de 2018 no Instagram, onde ela tocou um clipe de uma música do álbum, mais tarde revelada como "Take Off All Your Cool". Em 13 de fevereiro de 2019, Carpenter revelou em uma entrevista no Museu do Grammy que o álbum viria junto com sua turnê. Em 2 de março de 2019, Carpenter tocou duas novas músicas do álbum, "Pushing 20" e "Exhale" no show de abertura de sua turnê em Orlando, Flórida. Ela também apresentou as faixas ao longo da turnê. Em 3 de maio de 2019, Carpenter mudou seu Instagram de Singular: Act I para Singular: Act II. Isso coincidiu com o lançamento de "Exhale". Em 9 de maio de 2019, a revista Nylon informou que Carpenter havia agendado 26 de julho de 2019 como a data de lançamento do Singular: Act II. Em 14 de maio de 2019, Carpenter postou um trecho de uma das músicas do álbum em sua mídia social, mais tarde revelada como "Tell Em". Ela postou outra em 31 de maio de 2019, mais tarde revelada como "In My Bed".
Em 4 de junho de 2019, Carpenter revelou a capa do álbum, enviando-a para seus fãs em várias cidades dos Estados Unidos, usando o recurso AirDrop da Apple. Mais tarde naquele dia, Carpenter anunciou formalmente o álbum através de suas mídias sociais e que a data de lançamento havia sido adiada para 19 de julho de 2019.
Carpenter revelou a lista de faixas no dia seguinte. A pré-venda do álbum começaram em 7 de junho de 2019.

## Composição
Musicalmente, Singular: Act II é um álbum de dance-pop e R&B com influências de hip-hop e trap. Liricamente, o álbum discute a auto-reflexão e a auto-descoberta A faixa de abertura do álbum "In My Bed", uma música dance-pop e electropop com influências synth-pop, é sobre quando a vida parece muito com a qual lidar. Carpenter descreveu como "abrir a porta" para Singular: Act II. A segunda faixa do álbum é "Pushing 20", que Carpenter escreveu para seu aniversário de 20 anos em maio de 2019. A música é uma música de dance-pop e R&B com influências de trap e hip-hop que, liricamente, é sobre não ouvir as opiniões dos outros e ser você mesmo. "I Can't Stop Me" é uma música de trap-pop e R&B com influências do hip-hop, que é quando um outra pessoa tenta lhe dizer o que é bom para você. É a única colaboração do álbum com Saweetie. "I'm Fakin" é uma música dance-pop e tropical house sobre os altos e baixos de um relacionamento. "Take Off All Your Cool" é uma música eletropop sobre quando alguém está sendo outra pessoa em vez de si mesmo. "Tell Em" é uma balada de synth-pop e R&B sobre não dever a ninguém uma explicação para o que se faz. "Exhale", que Carpenter descreve como sua "música mais pessoal até agora" , é uma balada electro-R&B sobre ansiedade. "Take You Back" é uma música bubblegum pop sobre perceber que você não precisa mais de alguém em sua vida.  A faixa final do álbum, intitulada "Looking At Me", é influenciada pelo hip-hop e pela música latina dancehall sobre possuir confiança e ser o centro das atenções.

## Recepção crítica
Erica Russel, do PopCrush, chamou o álbum de "uma coleção brilhante e dance-pop e R&B", além de dizer que o disco mostra as "perspectivas íntimas, emoções e reflexões internas de Carpenter sobre tudo, desde o amor até o crescimento". Dylan Kelly, da L'Officiel, disse que "cada música se concentra em uma questão diferente que você provavelmente enfrentará em um momento da sua vida com ritmos variados que permitem que emoções diferentes o consumam enquanto você percorre o álbum". Brendan Wetmore, do Paper, disse que o álbum é "um ponto culminante de eras pop - uma rica pluralidade que se separa de qualquer coisa que a escrita de sucessos modernos tentou se unir nos últimos anos" e que é um "verdadeiramente um grande registro pop independente". Kristine Hope Kowalski, da YsbNow, disse que "o Act II é uma continuação satisfatória da primeira edição do álbum, repleto de atolamentos e momentos emocionais que levam toda a experiência de escuta a um novo patamar. E enquanto não ficamos em um precipício musical" , está claro que a cortina não está caindo com este emocionante lançamento." Tatiana Brown, da Affinity, deu ao álbum um 5/5 e disse:" É o álbum que todos precisam ouvir".

## Promoção
Em apoio a Singular: Act I e o Singular: Act II, Carpenter embarcou na Singular Tour em março de 2019.

## Singles
"Pushing 20" foi lançado como single principal do álbum em 8 de março de 2019. A música foi lançada antes do aniversário de 20 anos de Carpenter e foi a oitava a ser apresentada na Singular Tour. Larisha Paul, de Earmilk, comentou a música dizendo: "O single mostra Carpenter continuando a explorar áreas de produção anteriormente inexploradas em sua discografia, com sua produção saltitante e pesada, baseada fortemente em elementos de trap influenciadas pelo hip-hop, mantendo-se fiel a um som pop distinto".
"Exhale" foi lançado como o segundo single do álbum em 3 de maio de 2019. Carpenter descreveu a música como sendo sua música mais pessoal até o momento e foi apresentada como bis na Singular Tour. A música recebeu um videoclipe, dirigido por Mowgly Lee, lançado em 17 de maio de 2019. Em 7 de junho de 2019, Singular: Act II foi disponibilizado para pré-venda, e o terceiro single, "In My Bed", foi lançado junto. O videoclipe da música foi lançado pela Marie Claire em 28 de junho de 2019.

### Singlepromocional
O primeiro single promocional do álbum, "I'm Fakin", foi lançado em 12 de julho de 2019, uma semana antes do lançamento do álbum.

## Lista de faixas
| Singular: Act II – Edição Padrão |                                                  |                                                                                 |                                         |         |  |
| N.º                              | Título                                           | Compositor(es)                                                                  | Produtor(es)                            | Duração |  |
| 1.                               | "In My Bed"                                      | Sabrina Carpenter Steph Jones Mike Sabath                                       | Sabath [a] Jones [b]                    | 3:09    |  |
| 2.                               | "Pushing 20"                                     | Carpenter Warren "Oak" Felder Paul Guy Shelton II                               | Felder                                  | 2:46    |  |
| 3.                               | "I Can't Stop Me" (com participação de Saweetie) | Carpenter Brett McLaughlin Mikkel Eriksen Diamonté "Saweetie" Harper Gino Borri | Stargate Tim Blacksmith [c] Danny D [c] | 3:41    |  |
| 4.                               | "I'm Fakin"                                      | Carpenter Katie Pearlman Jackson Morgan Andrés Torres Mauricio Rengifo          | Torres Rengifo                          | 2:55    |  |
| 5.                               | "Take Off All Your Cool"                         | Felder Carpenter Jones Trevor Brown Zaire Koalo                                 | Felder Brown [d] Koalo [d]              | 3:03    |  |
| 6.                               | "Tell Em"                                        | Carpenter Bianca Atterberry Sidney Swift Dayyon Alexander Drinkard              | Swift Drinkard [e]                      | 4:40    |  |
| 7.                               | "Exhale"                                         | Johan Carlsson Ross Golan Carpenter                                             | Carlsson [a] Noah Passovoy [b]          | 2:44    |  |
| 8.                               | "Take You Back"                                  | Jonas Jeberg McLaughlin Chloe Angelides Carpenter                               | Jeberg                                  | 2:48    |  |
| 9.                               | "Looking at Me"                                  | Carlsson James Alan Ghaleb Carpenter                                            | Carlsson[a]                             | 3:00    |  |
| Duração total:                   | Duração total:                                   | Duração total:                                                                  | Duração total:                          | 28:46   |  |

| Singular: Act II –faixas bônus da edição japonesa |                                     |                                                                        |                |         |  |
| N.º                                               | Título                              | Compositor(es)                                                         | Produtor(es)   | Duração |  |
| 10.                                               | "Sue Me" (a cappella)               | Carpenter Warren "Oak" Felder Jones Trevor Brown William Zaire Simmons |                | 3:23    |  |
| 11.                                               | "Alien" (acústico) (com Jonas Blue) | Carpenter Janee Bennett Jonas Blue                                     |                | 3:24    |  |
| Duração total:                                    | Duração total:                      | Duração total:                                                         | Duração total: | 35:33   |  |

Notas
- ↑[a]  significa um também produtor vocal
- ↑[b]  significa um produtor vocal
- ↑[c]  significa um produtor executivo
- ↑[d]  significa um co-produtor
- ↑[e]  significa um produtor adicional

## Tabelas semanais
| Tabela musical (2019)                            | Melhor posição |
| ------------------------------------------------ | -------------- |
| Austrália (ARIA) (ARIA)                          | 13             |
| França (SNEP)                                    | 55             |
| Reino Unido (OCC)                                | 53             |
| Estados Unidos (Billboard 200)                   | 138            |
| Estados Unidos (US Top Albums Sales - Billboard) | 24             |

## Históricos de lançamentos
| Região         | Data                  | Formato(s)                 | Gravadora | Ref.   |
| -------------- | --------------------- | -------------------------- | --------- | ------ |
| Mundo          | 19 de julho de 2019   | Download digital streaming | Hollywood | [ 56 ] |
| Estados Unidos | 19 de julho de 2019   | CD                         | Hollywood | [ 57 ] |
| Japão          | 19 de julho de 2019   | CD                         | Universal | [ 58 ] |
| Mundo          | 26 de julho de 2019   | CD                         | Universal | [ 59 ] |
| Mundo          | 18 de outubro de 2019 | LP                         | Universal | [ 59 ] |